# Guttae

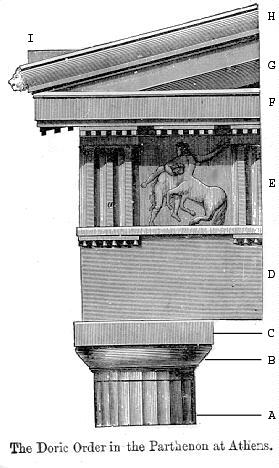
Onderdelen van het Hoofdgestel: A:Zuil of Pilaster, B:Kapiteel, C:Abacus of Impost, D:Architraaf, E:Fries, F:Geison, G:Timpaan of Fronton, H:Cimaas, I:Akroterion

Guttae is een term uit de architectuur. Het woord komt uit het Latijn en betekent letterlijk "druppels" (meervoud van gutta). Vooral in de Dorische orde werden deze druppels ter versiering onder de mutulus en onder de regula aangebracht.

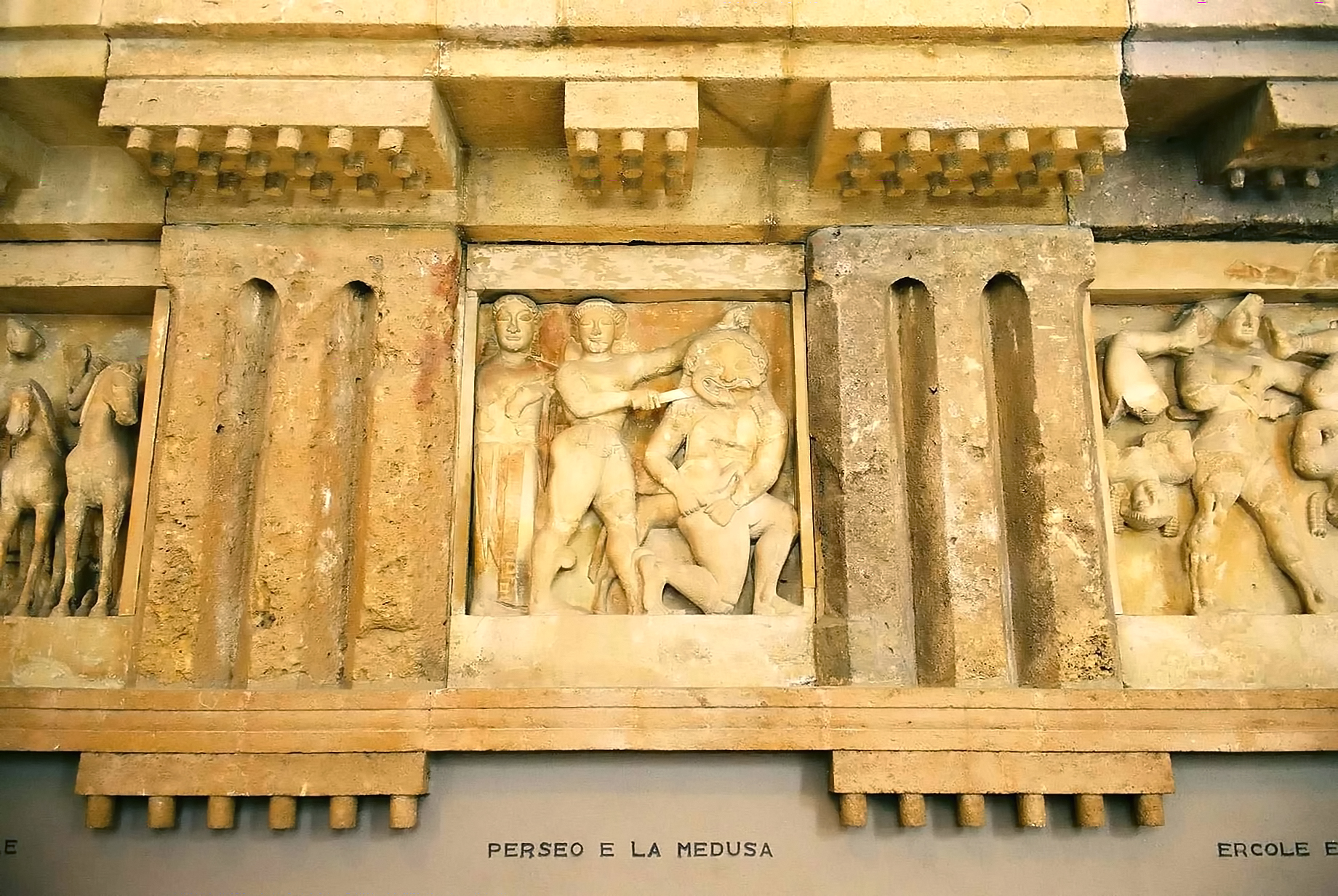
Guttae ter versiering van de tempel C in Selinunte